# Axel Méyé
Axel Méyé, né le 6 juin 1995 a Libreville (Gabon), est un footballeur international gabonais qui évolue au poste d'attaquant au CS Constantine.

## Biographie
Il reçoit sa première sélection en équipe du Gabon le 15 juin 2012, en amical contre l'Afrique du Sud (défaite 3-0). Il inscrit son premier but en équipe nationale le 5 septembre 2017, contre la Côte d'Ivoire. Ce match gagné 1-2 rentre dans le cadre des éliminatoires du mondial 2018. 
Le 29 août 2022, il signe un bail de trois ans au Raja Club Athletic. 